# Fuerte Nothe

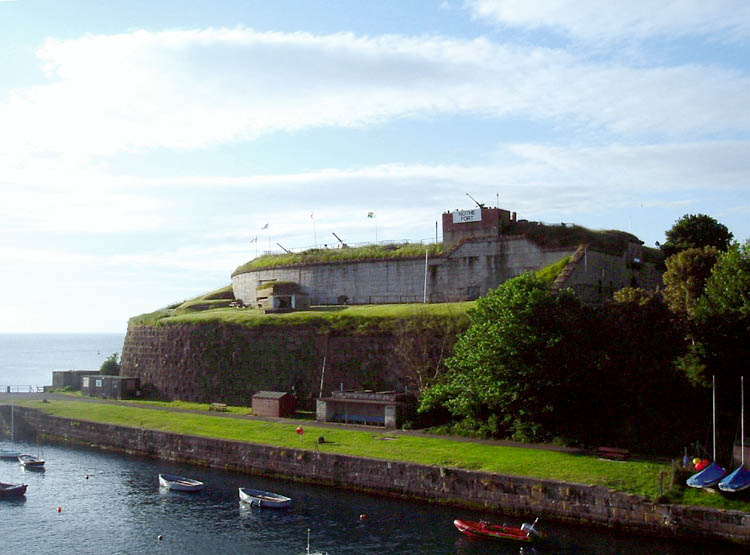
Vista del Fuerte Nothe.

El Fuerte Nothe (en inglés: Nothe Fort) es un fuerte localizado en Weymouth, Dorset, Inglaterra. Está ubicado en la salida del puerto de esa localidad, junto al rompeolas septentrional del Puerto de Pórtland. Fue construido en 1872 para proteger aquella última estructura, que se estaba convirtiendo en una base importante de la Marina Real Británica. Tuvo un importante papel durante la Segunda Guerra Mundial cuando el Puerto de Pórtland fue utilizado por las marinas británica y estadounidense.
En 1956 fue abandonado, y en 1961 fue comprado por el Consejo local. Actualmente es un museo que expone maquetas y recuerdos de la Segunda Guerra Mundial, así como también cañones y armas de fuego originales y vehículos americanos y británicos utilizados en dicho conflicto bélico. En 2002, el museo recibió 12 042 visitantes.

## Vínculos
- (en inglés) Official Nothe Fort website
- (en inglés) Information on the attraction from Weymouth and Portland Borough Council
- (en inglés) The Heritage Coast: The Nothe Fort
- (en inglés)  Note Fort & Gardens, Weymouth & Portland Tourist Guide
- (en inglés) The Nothe, Nothe Fort and Portland Breakwater
- (en inglés) Pictures of the Nothe Fort

- Datos: Q8962991
- Multimedia: Nothe Fort / Q8962991